# Aplousina decora
Aplousina decora är en mossdjursart som beskrevs av Moyano 1991. Aplousina decora ingår i släktet Aplousina och familjen Calloporidae. Inga underarter finns listade i Catalogue of Life.